# Torrent d'Alfàbia
El torrent d'Alfàbia és un torrent situat al migjorn de Mallorca que neix a la zona compresa entre les possessions de Son Simó i es Rafal Vell del terme municipal de Llucmajor. Amb aquest nom davalla uns dotze quilòmetres fins a Son Catlar, al terme municipal de Campos. A partir de Son Catlar, agafa el nom d'aquesta possessió (torrent de Son Catlar) fins a la desembocadura a la mar.